# 16225 Georgebaldo
16225 Georgebaldo (2000 DF71) là một tiểu hành tinh vành đai chính được phát hiện ngày 29 tháng 2 năm 2000 bởi nhóm nghiên cứu tiểu hành tinh gần Trái Đất phòng thí nghiệm Lincoln ở Socorro.